# 1063

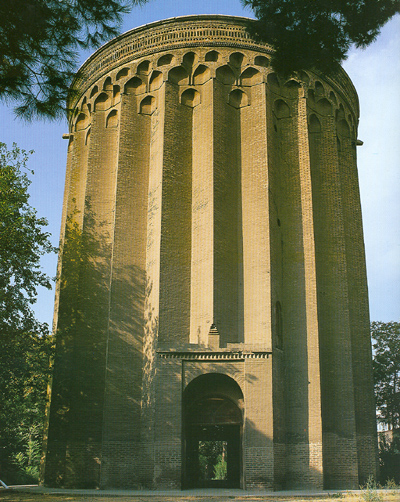
Togrul-toren, grafmonument voor Togrul Beg

Het jaar 1063 is het 63e jaar in de 11e eeuw volgens de christelijke jaartelling.

## Gebeurtenissen
- Togrul Beg, de leider der Seltsjoeken, overlijdt kinderloos. Hij heeft zijn neef Suleiman als opvolger aangesteld, maar diens broer Alp Arslan en Koetalmish claimen ook de troon.
- Harold Godwinson onderneemt een expeditie tegen Wales. De Welsh onderwerpen zich aan hem, en koning Gruffudd ap Llywelyn wordt door zijn eigen mensen gedood.
- Willem II van Normandië trekt op naar Maine, zet graaf Wouter III van Vexin gevangen en stelt zijn zoon Robert Curthose aan als graaf. Wouter overlijdt korte tijd later in gevangenschap.
- Gascogne wordt bij Aquitanië gevoegd.
- Geertruida van Saksen, weduwe van Floris I van Holland, trouwt met Robrecht, de zoon van Boudewijn V van Vlaanderen. Robrecht wordt regent van graaf Dirk V van West-Frisia, Geertruida's zoon.
- Bisschop Willem I van Utrecht verdeelt de kerken in Holland tussen de abdijen van Egmond en Echternach.
- De Normandiërs onder Robert Guiscard veroveren Tarente. In Sicilië verslaan zij de Arabieren in de Slag bij Cerami (juni 1063).
- Salomo van Hongarije trouwt met Judith Maria van Zwaben, een dochter van keizer Hendrik III.
- Odilo van Cluny wordt heilig verklaard.
- Voor het eerst genoemd: Sloten, Wormer, Zwevegem

## Opvolging
- patriarchaat van Antiochië - Athanasius IV opgevolgd door Johannes IX
- Aragon - Ramiro I opgevolgd door zijn zoon Sancbo I
- bisdom Augsburg - Hendrik II opgevolgd door Embrico
- Gwynedd en Powys - Gruffudd ap Llywelyn opgevolgd door zijn halfbroers Bleddyn en Rhiwallon ap Cynfyn
- Hongarije - Béla I opgevolgd door zijn neef Salomo
- Maine - Wouter III van Vexin opgevolgd door Robert Curthose
- Namen - Albert II opgevolgd door zijn zoon Albert III
- Provence - Godfried opgevolgd door zijn zoon Bertrand II
- Seltsjoeken - Togrul Beg aanvankelijk opgevolgd door zijn neef Suleiman, uiteindelijk door zijn neef Alp Arslan
- Vexin, Amiens en Elbeuf: Wouter III opgevolgd door Rudolf van Valois

## Geboren
- Godfried I, landgraaf van Brabant (1095-1139) en hertog van Neder-Lotharingen (1106-1128)

## Overleden
- 21 maart - Richeza van Lotharingen, echtgenote van Mieszko II Lambert van Polen
- 8 mei - Ramiro I (~56), koning van Aragon (1035-1063)
- 5 augustus - Gruffudd ap Llywelyn, koning van Gwynedd (1039-1063) en later ook de rest van Wales
- 4 september - Togrul Beg, leider der Seltsjoeken (1038-1063)
- 10 september - Béla I, koning van Hongarije (1061-1063)
- oktober - Silvester III, paus (1045)
- Acht Hert Jaguarklauw (~52), Mixteeks vorst
- Albert II, graaf van Namen (1031-1063) (of 1064)
- Godfried, graaf van Provence (1018-1063)
- Wouter III, graaf van Vexin, Amiens, Elbeuf (1035-1063) en Maine (1062-1063)